# Hypagyrtis subatomaria
Hypagyrtis subatomaria là một loài bướm đêm trong họ Geometridae.